# Match de football FC Barcelone - Paris Saint-Germain (2017)
Le match FC Barcelone – Paris Saint-Germain du 8 mars 2017 au Camp Nou de Barcelone, également connu sous le nom espagnol de « La Remuntada/Remontada » (La remontée),, est un match retour des huitièmes de finale de la Ligue des champions de l'UEFA 2016-2017. Le FC Barcelone, battu 4-0 par le Paris Saint-Germain lors du match aller, sort vainqueur de ces huitièmes de finale en battant le Paris Saint-Germain 6-1 et 6-5 sur l’ensemble des deux matchs pour le FC Barcelone. L'événement constitue un véritable traumatisme pour les supporters du PSG et la remontée la plus importante de l'histoire de la Ligue des Champions,.
La rencontre est dirigée par l'arbitre allemand Deniz Aytekin, qui sera par la suite critiqué pour sa prestation.

## Contexte
Le match constitue la troisième rencontre entre le Paris Saint-Germain et Barcelone en matchs à élimination directe de la Ligue des champions, le PSG ayant perdu les deux précédentes confrontations lors de la saison 2012-2013 (du fait de la règle des buts à l'extérieur, malgré deux matchs nuls) et de la saison 2014-2015 (avec deux défaites de deux buts d'écart à l'aller comme au retour) en score cumulé.

### Phase de groupes
Les deux équipes se qualifient sans difficultés durant la phase de groupes. Le PSG se qualifie en deuxième position du groupe A après avoir affronté Arsenal, Bâle et avec une avance de 9 points sur le Ludogorets Razgrad, troisième du groupe. 
Barcelone se qualifie comme leader du groupe C, loin devant le Borussia Mönchengladbach le Celtic, et même Manchester City, deuxième du groupe, de 6 points.

### Match aller
Le match aller a lieu le 14 février 2017 au Parc des Princes à Paris. Le PSG sort alors d'une victoire 3-0 à l'extérieur contre Bordeaux en Ligue 1 et Barcelone d'une victoire 6-0 contre le Deportivo Alavés en Liga,.
Ángel Di María donne l'avantage aux Parisiens après 18 minutes de jeu sur coup franc. Samuel Umtiti (Barcelone) commet une faute. Julian Draxler porte le score à 2–0 avec un tir bas à la 40e minute, assisté de Marco Verratti. Di Maria marque encore à la 55e minute, d'un tir en dehors de la surface de réparation. Edinson Cavani inscrit le dernier but du match à la 72e minute, assurant la victoire 4-0. Barcelone ne réussit qu'un seul tir sur le but pendant le match.

## Rencontre

### Déroulé du match

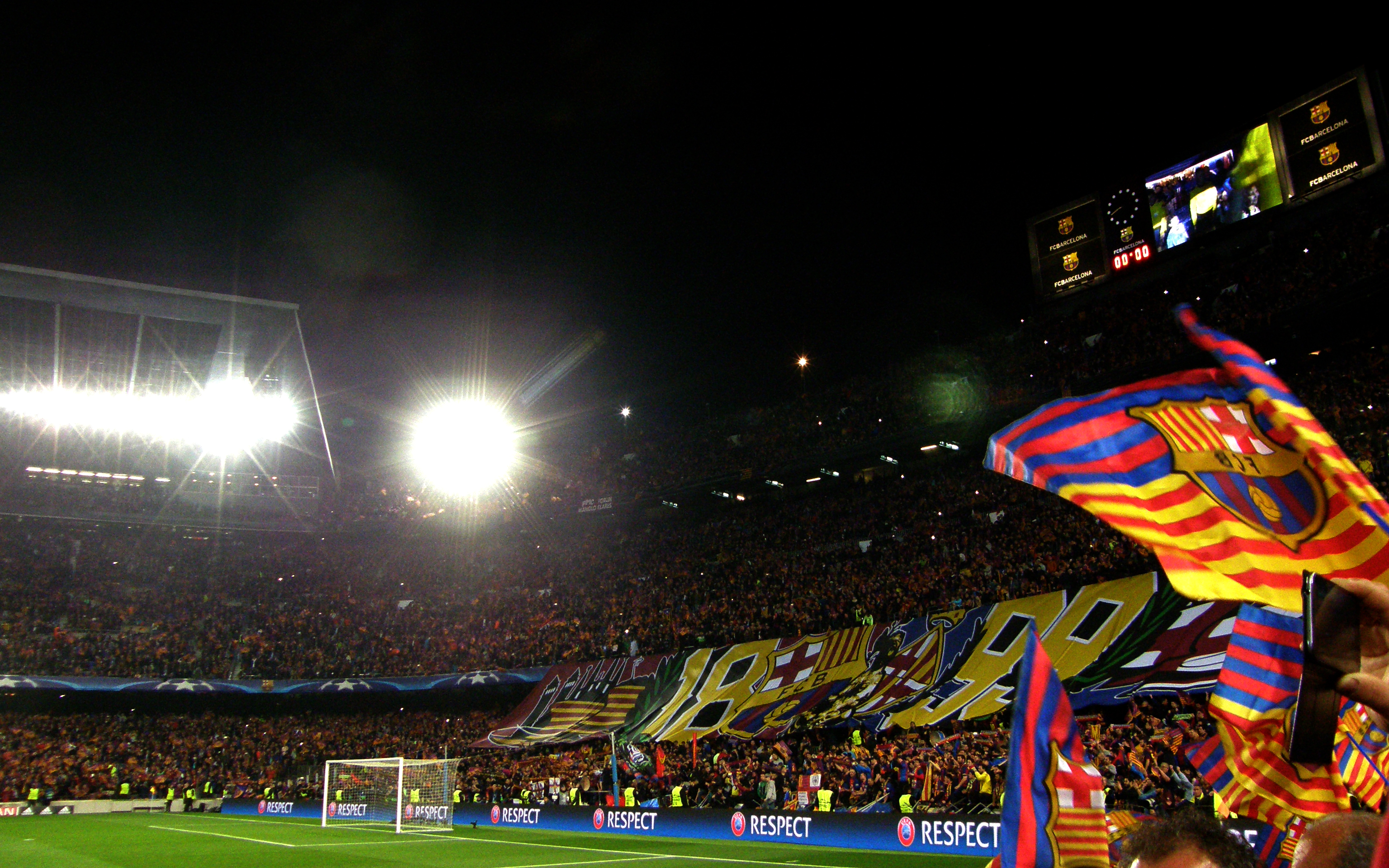
Le Camp Nou avant le coup d'envoi.

Le match retour a lieu le 8 mars au Camp Nou à Barcelone. Une fois encore, les deux équipes ont gagné leurs matchs de championnats juste avant : Barcelone 5–0 contre Celta de Vigo et le PSG 1–0 contre Nancy,. 
Malgré la lourde défaite de l'équipe locale lors du match aller, 96 290 spectateurs assistent à la rencontre. L'Uruguayen Luis Suárez marque le premier but du match à la 3e minute avant que Thomas Meunier ne puisse dégager le ballon. À la 40e minute, Layvin Kurzawa (PSG) marque un but contre son camp en tentant de bloquer le tir d'Andrés Iniesta. Le troisième but est inscrit à la 50e minute sur un pénalty marqué par Lionel Messi après une faute sur Neymar par Thomas Meunier. Les espoirs de Barcelone sont quasiment réduits à néant avec le but d'Edinson Cavani pour le PSG à la 62e minute, les obligeant à marquer trois buts de plus en raison de la règle des buts extérieurs favorisant désormais le PSG. Neymar marque deux buts dans la phase finale : un coup franc à la 88e minute et un pénalty à la 91e atteignant un score de 5-1. Dans les dernières secondes du match, Neymar centre le ballon dans la surface de réparation et Sergi Roberto inscrit le sixième et dernier but de Barcelone à la 95e minute.
Barcelone remporte ainsi le match 6-1 et se qualifie pour les quarts de finale avec un score cumulé de 6-5. Le score est décrit comme « historique », « incroyable », « miraculeux » par les médias,,, la victoire du FC Barcelone est totale et le match rentre dans la légende.

### Le débat sur l'arbitrage

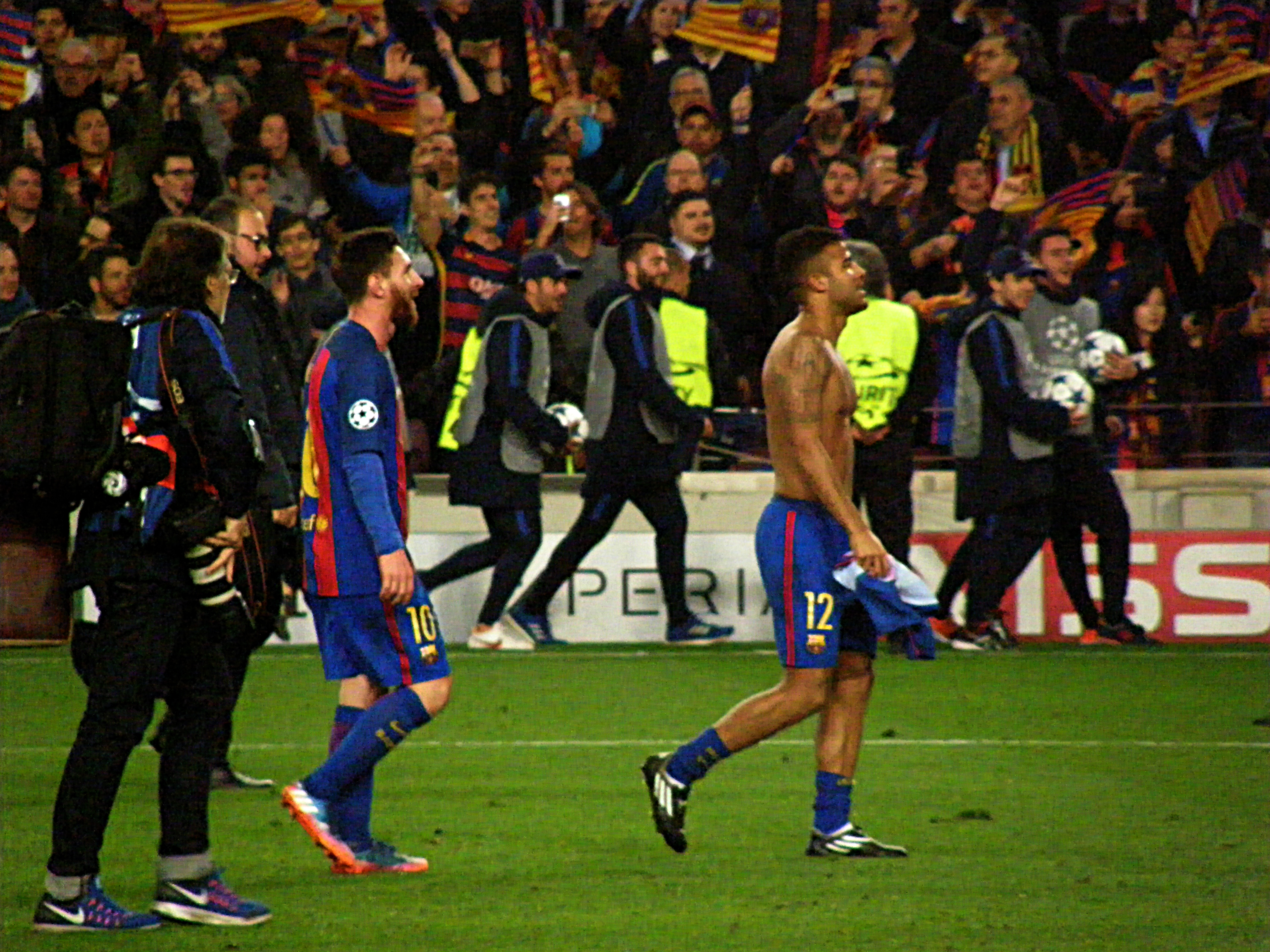
Lionel Messi et Rafinha.

D’après une partie de l’opinion, la rencontre aurait été marquée par les décisions de l'arbitre allemand Deniz Aytekin. Quelques jours après la rencontre, le PSG, par l’intermédiaire de son président Nasser Al Khelaifi, envoie un courrier à l'UEFA, pour se plaindre de décisions considérées par le club comme douteuses. Parmi les erreurs supposées, certains médias citent :
- Une main de Javier Mascherano dans la surface à la 11e minute.
- Une faute de Gerard Piqué sur Edinson Cavani à la 43e minute.
- Une intervention de l’arbitre de surface pour signaler un penalty après un plongeon de Thomas Meunier dans les pieds de Neymar.
- Un croc-en-jambe subtil de Mascherano sur Di Maria dans la surface de réparation.
- La chute de Luis Suarez dans la surface parisienne à la 91e minute après un contact avec Marquinhos.

En mai 2020, une fake news indique que l'UEFA a reconnu des fautes de la part de l'arbitre.
L'arbitrage de ce match fut critiqué par une partie de la presse internationale, et notamment par la majorité de la presse parisienne et quelques quotidiens sportifs. Après la rencontre, le PSG porte plainte pour dix erreurs d'arbitrage auprès de l'UEFA, mais cette plainte reste sans suite. Deniz Aytekin est quand même écarté par l’UEFA des grandes affiches européennes, sa réputation ayant été entachée, obtenant seulement quelques matches de poule mineurs de la Ligue des Champions les deux saisons suivantes.

### Feuille de match
| Huitième de finale retour | FC Barcelone                                                                               | 6 - 1   | Paris Saint-Germain FC | Camp Nou, Barcelone                            |                                                |
| 8 mars 2017 20:45 (UTC+2) | Suárez 3e · Kurzawa 40e (csc) · Messi 50e (pen.) · Neymar 88e 90+1e (pen.) · Roberto 90+5e | (2 - 0) | 62e Cavani             | Spectateurs : 96 290 Arbitrage : Deniz Aytekin | Spectateurs : 96 290 Arbitrage : Deniz Aytekin |
| 8 mars 2017 20:45 (UTC+2) | Rapport                                                                                    |         |                        | Spectateurs : 96 290 Arbitrage : Deniz Aytekin | Spectateurs : 96 290 Arbitrage : Deniz Aytekin |

| FC Barcelone | Paris Saint-Germain |

| GK            | 01 | Marc-André ter Stegen |     |     |
| RB            | 12 | Rafinha               |     | 76e |
| CB            | 14 | Javier Mascherano     |     |     |
| CB            | 03 | Gerard Piqué          | 23e |     |
| LB            | 23 | Samuel Umtiti         |     |     |
| CM            | 05 | Sergio Busquets       | 36e |     |
| RM            | 04 | Ivan Rakitić          | 61e | 84e |
| LM            | 08 | Andrés Iniesta (c)    |     | 65e |
| RF            | 10 | Lionel Messi          |     |     |
| CF            | 09 | Luis Suárez           | 67e |     |
| LF            | 11 | Neymar                | 64e |     |
| Remplaçants : |    |                       |     |     |
| GK            | 13 | Jasper Cillessen      |     |     |
| DF            | 20 | Sergi Roberto         |     | 76e |
| DF            | 18 | Jordi Alba            |     |     |
| DF            | 19 | Lucas Digne           |     |     |
| MF            | 21 | André Gomes           |     | 84e |
| MF            | 07 | Arda Turan            |     | 65e |
| FW            | 17 | Paco Alcácer          |     |     |
| Entraîneur :  |    |                       |     |     |
| Luis Enrique  |    |                       |     |     |

| GK            | 01 | Kevin Trapp         |       |       |
| RB            | 12 | Thomas Meunier      |       | 90+3e |
| CB            | 05 | Marquinhos          | 90e   |       |
| CB            | 02 | Thiago Silva (c)    |       |       |
| LB            | 20 | Layvin Kurzawa      |       |       |
| RDM0          | 25 | Adrien Rabiot       |       |       |
| LDM           | 14 | Blaise Matuidi      | 5e    |       |
| RAM           | 07 | Lucas               |       | 55e   |
| CAM           | 06 | Marco Verratti      | 90+4e |       |
| LAM           | 23 | Julian Draxler      | 14e   | 75e   |
| ST            | 09 | Edinson Cavani      | 42e   |       |
| Remplaçants : |    |                     |       |       |
| GK            | 16 | Alphonse Areola     |       |       |
| DF            | 03 | Presnel Kimpembe    |       |       |
| DF            | 19 | Serge Aurier        |       | 75e   |
| MF            | 04 | Grzegorz Krychowiak |       | 90+3e |
| MF            | 21 | Hatem Ben Arfa      |       |       |
| MF            | 10 | Javier Pastore      |       |       |
| MF            | 11 | Ángel Di María      |       | 55e   |
| Entraîneur :  |    |                     |       |       |
| Unai Emery    |    |                     |       |       |

### Statistiques
| Statistiques         | Barcelone | Paris Saint-Germain |
| -------------------- | --------- | ------------------- |
| Buts inscrits        | 6         | 1                   |
| Nombre total de tirs | 17        | 7                   |
| Tirs cadrés          | 7         | 3                   |
| Arrêts               | 2         | 2                   |
| Possession de balle  | 65%       | 35%                 |
| Corners              | 6         | 4                   |
| Fautes commises      | 16        | 25                  |
| Hors-jeux            | 3         | 5                   |
| Cartons jaunes       | 5         | 5                   |
| Cartons rouges       | 0         | 0                   |

## Conséquences
Déjà employé en Espagne depuis les années 1950 dans le domaine du football, le terme espagnol Remontada (signifiant remontée) franchit les Pyrénées et s'inscrit durablement dans le vocabulaire sportif français, employé principalement par les médias spécialisés pour désigner ce match mais également toute possibilité future d'inverser une situation défavorable, y compris dans d'autres disciplines que le football. Au lendemain de cette rencontre, au milieu des éloges en faveur de Barcelone, de nombreuses critiques se sont fait jour sur l'incapacité du Paris Saint-Germain à faire face à la pression et à s'accrocher à l'avance globale acquise au match aller,.
Deux mois après le match, le Paris Saint-Germain termine deuxième du championnat de France derrière l'AS Monaco, au terme d'une saison manquée (aucune victoire à l'aller comme au retour contre ses concurrents directs au classement, Monaco et Nice contre lesquels le PSG concède le nul à domicile et deux défaites 3-1 à l'extérieur). Depuis le rachat du club par Qatar Sports Investments, c'est la deuxième fois que le PSG ne remporte pas la compétition (après Montpellier lors de la saison 2011-2012). Il remportera néanmoins les deux coupes nationales que sont la Coupe de la Ligue et la Coupe de France.
Stéphane Guy qui commentait le match pour Canal+ est victime de moqueries notamment sur les réseaux sociaux à la suite de sa déclaration : « En face, c'est pas Gijón, c'est pas Valladolid, c'est le Paris Saint Germain ». Le journaliste sportif citait ainsi deux équipes du championnat d'Espagne considérées comme moyennes que le Barça a pour habitude de vaincre facilement, et signifiait qu'avec son effectif plus étoffé, le PSG était déjà qualifié. Le dénouement de la double confrontation lui vaudra d'être régulièrement chambré sur la toile par les téléspectateurs et passionnés de football.
De son côté, le FC Barcelone a de nouveau subi une lourde défaite lors du match aller à l'extérieur, perdant cette fois 3-0 contre la Juventus Turin lors des quarts de finale. Cependant, les Catalans ont été incapables de rééditer leur performance du tour précédent et s'arrêtent aux portes du dernier carré après un match nul 0-0 à domicile lors du match retour. Les coéquipiers de Lionel Messi terminent eux aussi deuxièmes de leur championnat. Tenant du titre en Ligue des Champions, le Real Madrid se succède à lui-même au palmarès de la plus prestigieuse compétition européenne interclubs, et remporte également le championnat d'Espagne. À l'intersaison, le joueur brésilien Neymar quitte le FC Barcelone pour rejoindre le Paris Saint-Germain. Il s'agit par ailleurs du transfert le plus cher de l'histoire à ce jour (222 millions d'euros).
Après la rencontre, des rumeurs ont circulé quant à une possible rétrogradation de l'arbitre allemand de la rencontre, Deniz Aytekin, de son statut par l'instance dirigeante en raison de certaines des décisions qu'il a prises pendant le match, en particulier l'attribution du deuxième pénalty de Barcelone. Des analyses ultérieures ont suggéré que le Paris Saint-Germain aurait réussi à se qualifier en score cumulé si la VAR avait été utilisée. Ce dernier n'a plus été retenu par l'UEFA pour arbitrer un match de phase finale de la Ligue des Champions au cours des éditions 2017-2018, 2018-2019 et 2019-2020 de la compétition.
Consciente du fiasco que constitue ce match, la direction du club parisien recrutera Neymar Jr. et Kylian Mbappe pour la somme de 402 millions d’euros lors du mercato estival.

## Retrouvailles
En huitièmes de finale de la Ligue des champions 2020-2021, Barcelone et le Paris Saint-Germain s'affronteront à nouveau, cette fois dans des circonstances différentes. Un point de discussion majeur dans les médias a été la réunion de Neymar avec son ancien club. Mais ce dernier, blessé aux adducteurs, n'aura pas pu disputer ni le match aller, ni le match retour.
Malgré une situation financière et sportive délicate depuis de longs mois, Barcelone est considéré comme favori de la double confrontation, que ce soit à l'aller ou au retour. Toutefois lors de la première manche, au Camp Nou, le Paris Saint-Germain s’impose à la surprise générale 4 buts à 1 grâce à un triplé de Kylian Mbappé. Mais le spectre d'un nouveau retournement de situation lors du match retour, le 10 mars au Parc des Princes, alimente les conversations au point d’impacter les joueurs et dirigeants parisiens. La première mi-temps est quasiment à sens unique et les Parisiens ont du mal à se montrer dangereux. Finalement le Barça manque d’efficacité et ne parvient pas à concrétiser sa domination. Le match se solde par un match nul (1-1), qualifiant ainsi le Paris Saint-Germain pour les quarts de finale.
Les deux clubs se retrouvent également en quart de finale de l'édition 2023-2024. Le FC Barcelone remporte le match aller au Parc des Princes (3-2) et le PSG, légèrement favori avant la rencontre, se retrouve alors dans une situation délicate. Le match retour débute mal pour le PSG Menée 1-0 a la 12eme minute (4-2 score cumulé) Les Franciliens réussissent cependant l'exploit de renverser le scénario en marquant 4 buts et en s'imposant 6-4 au cumulé, gagnant sur le même score que 3 ans auparavant en Catalogne (4-1), alors que les coéquipiers de Kylian Mbappé (double buteur au retour, dont un penalty) ne s'étaient jamais qualifiés après avoir perdu le match aller à domicile en phase à élimination directe de la C1 sous l'ère qatarie. De plus, pour la première fois, un club français réussit à se qualifier pour le tour suivant en phase à élimination directe d'une compétition européenne, après avoir perdu le match aller à domicile. Le match retour n'a toutefois pas eu lieu au Camp Nou comme auparavant, mais au stade olympique Lluís-Companys (en raison des travaux de rénovation de l'enceinte barcelonaise).